# جیم بی تاکر
جیم بی تاکر (انگلیسی: Jim B. Tucker؛ زادهٔ ۱ ژانویهٔ ۱۹۶۰) روان‌پزشک، و دانشمند اهل ایالات متحده آمریکا است.
علاقه اصلی وی تحقیق در مورد داستان کودکانی است که ادعا شده؛ خاطرات زندگی‌های قبلی یا قبل از تولد را به یاد می‌آورند.